# منتخب ليبيا لكرة السلة
منتخب ليبيا لكرة السلة هو ممثل ليبيا الرسمي في المنافسات الدولية في كرة السلة. ينتمي إلى منطقة الاتحاد الأفريقي لكرة السلة. انضم إلى الاتحاد الدولي لكرة السلة في عام 1961.

## البطولات التي شارك فيها
- بطولة أفريقيا لكرة السلة

## إنجازات المنتخب

#### عربيا:
- الترتيب الثالث في دورة الألعاب العربية 2004